# 도에이역
도에이역(일본어: 東栄駅)은 일본 아이치현 기타시타라군 도에이정에 위치한 도카이 여객철도 이다선의 철도역이다. 섬식 승강장 1면 2선의 구조를 갖춘 지상역이다.

## 역 주변
- 국도 제151호선
- 도에이 병원

## 역사
- 1933년 12월 21일 : 산신 철도의 역으로서 개업. 역 명은 '미와무라 역'.
- 1934년 4월 23일 : '산신미와무라 역'으로의 개칭을 신고(실제의 개칭일은 불명).
- 1943년 8월 1일 : 산신 철도 국유화, 일본 국유철도 이다선의 역으로 한다. 동시에 '미카와나가오카 역'으로 개칭.
- 1956년 12월 20일 : '도에이 역'으로 개칭.
- 1971년 12월 1일 : 화물의 취급을 폐지.
- 1984년 2월 1일 : 하물의 취급을 폐지.
- 1985년 4월 1일 : 무인화.
- 1987년 4월 1일 : 일본국유철도 분할 민영화에 의해, 도카이 여객철도가 승계.
- 1992년 2월 28일 : 귀신 얼굴을 이미지했던 역사를 개축.

## 인접 역
| 도카이 여객철도 이다선     | 도카이 여객철도 이다선 | 도카이 여객철도 이다선 |
| -------------------------- | ---------------------- | ---------------------- |
| 미카와카와이 도요하시 방면 | ■ 쾌속 (상행선만 운전) | 우라카와 고마가네 방면 |
| 도카이 여객철도 이다선     |                        |                        |
| 이케바 도요하시 방면       | ■ 보통                 | 이즌마 다쓰노 방면     |